# Wilhelm Hansen (art)
Pour les articles homonymes, voir Wilhelm Hansen et Hansen.
Wilhelm Hansen a été le créateur d'un musée de la peinture ; il est né au Danemark (en 1868 à Charlottenlund dans une commune située à douze km de Copenhague, appartenant à la communauté de communes de Gentofte). Il y est mort en 1936, à la suite d'un accident de la route, dans la villa qu'il y avait construite et qu'il avait transformée en musée. 
Aujourd'hui, sa demeure porte le nom de Ordrupgaard museum de Copenhague où se trouve une des plus importantes collections de peintres de l'âge d'or danois, et de peintres impressionnistes français. Son épouse Henny, qui lui a survécu quinze ans, a passé le reste de sa vie à préserver cette collection qui a été léguée à l'État danois.

## Le collectionneur

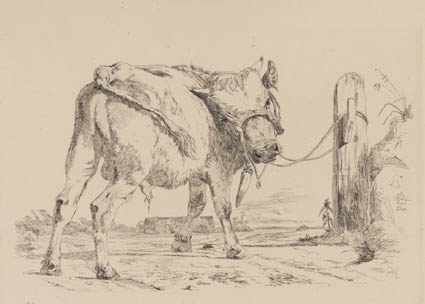
Étude de vache par J.T. Lundbye

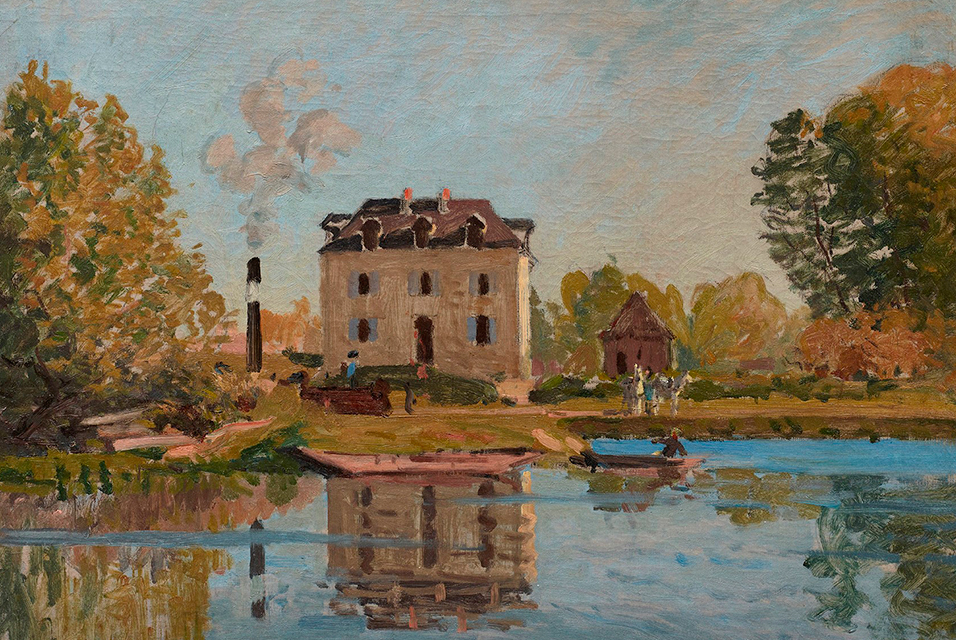
La Fabrique pendant l'inondation 1873 par Alfred Sisley, Ordrupgaard museum de Copenhague.

D'abord collectionneur de peintre danois, Hansen achète son premier tableau à vingt quatre ans : Étude de vaches par Johann Thomas Lundbye. Puis il a poursuivi avec l'âge d'or danois jusqu'à sa rencontre avec Karl Madsen qui lui fait découvrir les impressionnistes.
Souhaitant faire connaître la peinture française du XIXe siècle au Danemark, il achète d'abord des Sisley, Pissarro, Monet  et Renoir à partir de 1916. 
La "phalange" des grands collectionneurs. C'est ainsi que Sophie Monneret désigne ces richissimes financiers qui ont formé le groupe le plus actif et le plus persévérant soutien aux impressionnistes, tout en achetant des tableaux d'autres périodes. Parmi eux on trouve Isaac de Camondo, Louisine Havemeyer, Samuel Courtauld.
En 1918, lors de la première vente de la collection d'Edgar Degas, il fait acheter par la Galerie Trotti & Cie La Fabrique pendant l'inondation d'Alfred Sisley pour 15 000 francs.
Il y avait concurrence entre collectionneurs et tous n'étaient pas au même niveau de fortune : Le chirurgien-dentiste Georges Viau, collectionneur amateur a été obligé de vendre une partie de sa très grande collection en 1907 chez Durand-Ruel, pour mieux la reconstruire avec succès après. De même Wilhelm Hansen a perdu une grande partie de sa fortune dans ses achats excessifs à une période  de crise économique : en 1922, le Danemark s'effondre dans la foulée de la dévaluation du mark. Hansen est alors obligé de vendre une partie de sa collection.

## L'homme d'affaires à Paris
Hansen est souvent à Paris pour ses affaires (il a fondé une compagnie d'assurance populaire) il est conseillé par son ami Karl Madsen qui est un  des premiers critiques d'art danois de l'impressionnisme, et par Théodore Duret à Paris. Avec Paul Jamot et Georges Viau, il fonde une association pour l'art français au Danemark (Foreningen Fransk Kunst), organisant des conférences et des expositions dès 1916. Son intention est de réunir une collection qu'il lèguera à son pays. Mais son pays n'est plus très enthousiaste lorsqu'il s'agit d'acheter la collection de Hansen au moment de la crise économique de 1922.
Seule la Ny Carlsberg Glyptotek sera preneuse de quinze de ses plus beaux tableaux, et une autre grande partie des œuvres est achetée par le baron Kojiro Matsukata, dont la collection a été cédée en 1959 au Centre Pompidou , et à Oskar Reinhart, qui constituera un musée à Winterthour 
Hansen reste inconsolable de la perte de ces chefs-d'œuvre, bien qu'il ait pu se relever financièrement et continuer ses achats. Son dernier achat est un Degas ayant appartenu à Paul Gauguin puis à Edvard Brandes, beau-frère de Gauguin
À sa mort, il lègue la plus grande partie de sa collection à l'État danois et sa femme, quinze en plus tard, lègue la totalité, une collection qui constitue maintenant l'essentiel du musée Ordrupgaard